# Nyzy (obwód lwowski)
Nyzy (ukr. Низи; do 18 lipca 1946 Prusinów) – wieś na Ukrainie, w rejonie czerwonogrodzkim obwodu lwowskiego. Liczy około 700 mieszkańców.
Miejscowość została nadana przez Zygmunta III na własność miastu Bełz. Była przedmiotem długiego sporu z Franciszkiem Salezym Potockim i ostatecznie trafiła w jego ręce. Później własność Fabiana hr. Humienieckiego. Prusinów był wsią starostwa grodowego bełskiego na początku XVIII wieku. Z Prusinowa podobno pochodził ród Prusinowskich herbu Topór.
W II Rzeczypospolitej do 1934 samodzielna gmina jednostkowa Prusinów. Następnie należała do zbiorowej wiejskiej gminy Bełz w powiecie sokalskim w woj. lwowskim.
W 1944 nacjonaliści ukraińscy z OUN – UPA zamordowali tutaj 5 Polaków, rabując i paląc polskie zagrody.
Położenie wsi na prawym brzegu Sołokii sprawiło, że po wojnie została ona przyłączona do Związku Radzieckiego.